# Takhat (Vương triều thứ 19)
Takhat là một vương hậu sống vào cuối thời kỳ Vương triều thứ 19 trong lịch sử Ai Cập cổ đại. Vị trí của Takhat trong vương tộc vẫn còn mơ hồ.

## Thân thế
Có rất ít thông tin về Takhat ngoài việc bà là mẹ của Amenmesse, do trên tường mộ KV10 của ông, Takhat được gọi với danh hiệu Mẫu thần, Thái hậu, Takhat. Tuy vậy, theo một số học giả, ngôi mộ KV10 được trang trí lại sau khi Amenmesse bị phế truất, vì trên đó còn nhắc đến một vương hậu là Baketwernel, từng được nghĩ là phối ngẫu của Amenmesse. Nếu Seti II sau khi phục vị đã xoá bỏ các trang trí trong mộ của kẻ tiếm vị, thì ông chắc chắn sẽ không để những phụ nữ trong vương tộc được chôn cất trong lăng mộ mang những tước hiệu liên quan đến Amenmesse. Thái hậu Takhat cùng tên này và Baketwernel được cho là mẹ và vợ của Ramesses IX.
Trên một bức tượng của Amenmesse ở Karnak, Takhat mang cả hai danh hiệu Con gái của Nhà vua và Thân mẫu của Nhà vua. Seti II sau khi lật đổ Amenmesse đã cho xóa sạch mọi thứ liên quan đến vị vua này và thay bằng tên của ông. Tuy vậy, Seti vẫn giữ lại tên của Takhat trên bức tượng ở Karnak, nhưng sửa lại danh hiệu "người mẹ" thành "người vợ". Điều này hàm ý rằng Takhat cũng chính là một phối ngẫu của Seti.
Bên cạnh đó, phù điêu nhỏ của Takhat cũng xuất hiện trên một bức tượng khác mang số hiệu CG1198 (Bảo tàng Cairo) của Seti II có khắc danh hiệu của bà như sau: Con gái của Nhà vua, Phu nhân của Nhà vua. Phần danh hiệu của Takhat không có dấu hiệu cạo sửa như tên của vị vua trên bức tượng này là Seti II. Theo Dodson (1987), có khả năng CG1198 vốn đã được chế tác dành cho Seti II, sau đó bị Amenmesse chiếm đoạt, rồi lại được Seti phục hồi. Trong trường hợp này, Amenmesse lại là con trai của Seti II, nhưng lý do dẫn đến cuộc nổi loạn của ông vẫn còn là điều khó hiểu. Dodson (2004) cho rằng, khi đoạt tượng của vua cha, Amenmesse đã không thay đổi bất kỳ điều gì liên quan đến danh hiệu của mẹ mình.
Về danh hiệu Con gái của Nhà vua cho thấy chắc chắn Takhat phải có xuất thân từ vương thất. Một mảnh gốm ostracon (số hiệu Louvre 666) có viết tên một vài vương nữ của Ramesses II vào năm thứ 53 trị vì của ông, trong đó có tên của một Takhat. Không loại trừ khả năng Takhat này với Takhat trên hai bức tượng đề cập phía trên là cùng một người. Vì vương nữ Takhat sinh vào khoảng thập niên cuối đời của Ramesses, nên bà sẽ xấp xỉ hoặc thậm chí còn nhỏ tuổi hơn Seti.
Theo giả thuyết của Yurco (1979) thì Seti không phải là phối ngẫu của Takhat mà là Merneptah, tức là cuộc hôn nhân giữa anh trai và em gái. Do đó, hoàn toàn có khả năng Amenmesse đã dựa vào thân phận dòng chính để tuyên bố lên ngôi. Nếu đúng như vậy, Seti II không có lý do nào để xóa bỏ hình ảnh của Takhat, như ông đã làm với Amenmesse, ngược lại, Seti có thể đã dành cho Takhat sự tôn trọng, vì vị thế của bà trong vương thất của bà.
Trong ngôi mộ KV10, hơn 200 mảnh vỡ từ cỗ quách bằng đá hoa cương đỏ được tìm thấy, trong đó nhiều mảnh vỡ của nắp quách có khắc cartouche của Takhat. Tuy nhiên, Takhat chỉ là cái tên được khắc lại sau đó ở mặt dưới. Khi ghép các mảnh của phần nắp, có thể thấy rõ tên của chủ nhân trước đó ở mặt trên, thuộc về một vương nữ có tên Anuketemheb. Tại tường đền Luxor, trên phù điêu các vương nữ con của Ramesses II trong một đám rước, một trong các vị ở cuối hàng có một phần tên sau đọc là emheb (phần trước đã bị hư hại). Có thể, vương nữ này là chủ nhân đầu tiên của quách đá. Kiểu cách trang trí trên quách của Anuketemheb/Takhat có nhiều nét tương đồng với của nắp quách Nefertari và Meritamen, hai mẹ con và cũng đồng thời là Chính thất Vương hậu của Ramesses II, và của cả Merneptah kế vi sau đó. Điều này cho thấy, quách này phải có niên đại từ thời Vương triều thứ 19.